# Polymath (roman)
Pour les articles homonymes, voir Polymath.
Polymath (titre original : Polymath) est un roman de John Brunner, paru en 1974.
Le roman tire son titre de la notion de « polymathie », qui est l'état d'une personne ayant des connaissances encyclopédiques sur de nombreux sujets.

## Parutions
Le roman a été publié aux Presses de la Cité, dans la collection Futurama, 2e série no 11, 4e trimestre 1977, avec une traduction d'Odile Sabathé-Ricklin et une illustration de couverture de Serge Clerc  (ISBN 2-258-00320-2).

## Résumé
Deux vaisseaux spatiaux emplis de réfugiés d'une planète mourante atterrissent sur une planète non répertoriée sur les cartes galactiques. 
L'un des vaisseaux s'est posé à proximité d'une jungle, dans une zone montagneuse. L'autre, sur lequel était le polymathe, amerrit : les survivants ont juste le temps de quitter l'astronef avant qu'il ne coule.
Les survivants doivent survivre en dépit d'une situation très précaire. Leur survie dépend en partie d'un jeune homme qui figure parmi les rescapés et qui est polymathe...

## Distinction
Ce roman figure dans la liste des 100 principaux titres de la science-fiction d'Annick Béguin (1981).

### Sources
- « Fiche » sur le site NooSFere
- Avis détaillé sur Culture S-F
- Avis sommaire sur un blog